# 普什图化
普什图化，又稱阿富汗化，是指非阿富汗民族语言与文化被同化成普什图人。当非阿富汗人生活在普什图人佔多数的地方就会出现。
八世纪时一些葛逻祿到阿富汗加茲尼放牧，后来他们被普什图人同化成为卡尔吉人，德里苏丹国的卡尔吉王朝是他们建立。他们也被印度人視為阿富汗人。

## 外部連結
- Ethnicity and Tribe
- Language and Literacy